# Melchior Heger
Melchior Heger (* 1522 in Brüx, Nordböhmen; † 1568) war von 1553 bis 1564 Thomaskantor in Leipzig.

## Leben
Heger studierte ab 1542 in Leipzig, der 1409 gegründeten und damit zweitältesten durchgängig betriebenen Universität auf dem Boden der heutigen Bundesrepublik. Im Jahr 1544 wird er unter der Kombination von Namen und Herkunftsregion als „Melchior Heger Boemus“ als eingeschriebener Student der Universität Wittenberg geführt. Es wird vermutet, dass Heger in Wittenberg – wie auch Heinrich Faber oder Johann Reusch – Schüler des deutschen Komponisten Sixt Dietrich (* um 1494, † 1548) war, da sie sich zeitgleich dort aufhielten und überschneidende musikalische Interessen hatten.
1553 übernahm er – 180 Jahre vor Johann Sebastian Bach als berühmtesten Vertreter – das Amt als Thomaskantor. Schon lange vor dem bis heute anhaltenden Reputationsgewinn durch Bach hatte „das bedeutendste protestantische Kantorat“ einen Ruhm, den es auch seiner bis ins 13. Jahrhundert zurückreichenden Vergangenheit verdankte. Daher legte der Stadtrat, der seit der Reformation in Absprache mit der Kirchgemeinde St. Thomas den Cantor zu St. Thomae et Director Musices Lipsiensis ernennt, schon zu Hegers Zeiten „besonderes Gewicht“ auf die Stellenbesetzung, „denn an dem Inhaber dieses Amtes hing der Ruf des Chors und damit der Schule als musikalisches Institut“. Über seine tägliche Arbeit hinaus hinterließ Heger auch einen bleibenden Wert: Durch seinen Einsatz wurde die Notenbibliothek „beträchtlich“ vermehrt. Insgesamt enthält die von ihm mit der Jahresangabe 1558 zusammengestellte Sammlung von Manuskripten 243 mehrstimmige Messen, Einzugsgesänge, Motetten und Choräle, die auf fünf Stimmbücher (Discantus, Altus, Tenor, Bassus, Vagans) verteilt sind. Zu den durch Heger überlieferten Stücken gehören auch verschiedene Werke des „Urkantors der evangelischen Kirchenmusik“ Johann Walter. Dazu gehört u. a. die siebenstimmige Torgauer Kirchweih-Motette, die bis heute aufgeführt wird, so etwa in Torgau im Oktober 2017 anlässlich einer Feier zum 500-jährigen Jubiläum der Reformation. Während sein Vorgänger Wolfgang Figulus noch ohne Adjunktus auskommen musste, wurde Heger 1559 Simon Wiedemann aus Oschatz zur Seite gestellt – so wie später u. a. auch Valentin Otto einen Assistenten erhielt.
Heger blieb insgesamt elf Jahre bis 1564 Kantor der Thomaskirche. Als er schließlich freiwillig auf „sein Schulampt und Dinst der Cantorei bei Ehrbarem Rath resgnirte“, wurde sein Abzug „aus freundlichem und geneigten Willn mit 50 Thalern verehret“. Seinen Abschied aus dieser Position hatte Heger schon 1562 angekündigt und für Reminiscere 1563 angestrebt. Anschließend übernahm er eine Pfarre in Wiederau, so wie es zuvor üblich war – erst die Nachfolger starben als Thomaskantoren. Mit seiner Herkunft aus Böhmen und seiner beruflichen Laufbahn, die ihn schließlich zum Pfarrer machte, steht Heger in einer zeitweiligen Tradition seiner Heimat, die ihre Söhne zur akademischen Ausbildung nach Sachsen schickte und dort oft als Pfarrer bleiben ließ. Darüber hinaus stellten die Böhmen neben Heger auch eine Reihe weiterer Thomaskantoren.
Das Gehalt als Thomaskantor betrug um 1550 jährlich 40 Gulden und stieg erst nach Hegers Ausscheiden 1564 auf 50 Gulden. Weitere Einkünfte entstanden Heger u. a. durch das von den Schülern zu zahlende Schulgeld, einen Anteil an den Kantoreieinnahmen sowie aus Begräbnis- und Hochzeitseinnahmen. Darüber hinaus flossen hin und wieder Sonderzahlungen, so 1554 eine „einmalige Zulage von 4 Schock und 54 Groschen“, im Winter 1559 eine Zulage von 10 Gulden für Holz, 1561 eine „Zulage diß Jahr aus Gutwilligkeit geben umb seines Fleisses willen“ und "zu Holz weil es izo alo thewer und ander seiner Enthaltung" sowie 1563 „auß Gutwilligkeit“. Dazu kamen seltene Sonderverdienste aus ungewöhnlichen musikalischen Leistungen zu Ehren der Stadt Leipzig wie beispielsweise 1561, als Wilhelm von Oranien die damals sechzehnjährige sächsische Prinzessin Anna als zweite Ehefrau heiratete und Heger „samt seinen Musici, das die Geseng deste fleissiger des Prinzen Hochzeit über halten“ 5 Gulden und 15 Groschen erhielt.

## Privates
Seine Wohnung hatte er in einem Renaissance-Neubau aus Stein aus dem Jahr 1553: der Alten Thomasschule, dem zweiten Schulgebäude samt Alumnat der Thomasschule zu Leipzig am westlichen Thomaskirchhof. In seiner Leipziger Zeit vermählte er sich 1553 mit Regina Otto, die ihm 1560 die gemeinsame Tochter Regina gebar, und 1561 mit Margarethe Lungwitz, mit der 1563 den gemeinsamen Sohn Hans zeugte. Die gesellschaftliche Stellung des Thomaskantors zeigte sich auch daran, dass bei Regina die Frau des damaligen Bürgermeisters "Gevatterin", sprich Patin wurde.